# Artrolèptids
Els artrolèptids (Arthroleptidae) són una família d'amfibis de l'ordre Anura que es troba a l'Àfrica subsahariana.

## Taxonomia
Arthroleptidae comprèn dues subfamílies:
- Subfamília Astylosterninae
  - gènere Astylosternus
  - gènere Leptodactylodon
  - gènere Nyctibates
  - gènere Scotobleps
  - gènere Trichobatrachus
- Subfamília Arthroleptinae
  - gènere Arthroleptis
  - gènere Cardioglossa
  - gènere Schoutedenella